# Oncidiinae
Oncidiinae – podplemię roślin z rodziny storczykowatych (Orchidaceae). Obejmuje 69 rodzajów, 2 hybrydy oraz ponad 1950 gatunków. Rośliny te występują w Ameryce Północnej, Ameryce Środkowej i Ameryce Południowej.

## Systematyka
Podplemię sklasyfikowane do plemienia Cymbidieae z podrodziny epidendronowych (Epidendroideae) w rodzinie storczykowatych (Orchidaceae), rząd szparagowce (Asparagales) w obrębie roślin jednoliściennych.
Wykaz rodzajów
- Aspasia Lindl.
- Brassia R.Br.
- Caluera Dodson & Determann
- Capanemia Barb.Rodr.
- Caucaea Schltr.
- Centroglossa Barb.Rodr.
- Chytroglossa Rchb.f.
- Cischweinfia Dressler & N.H.Williams
- Comparettia Poepp. & Endl.
- Cuitlauzina Lex.
- Cypholoron Dodson & Dressler
- Cyrtochiloides N.H.Williams & M.W.Chase
- Cyrtochilum Kunth
- Dipteranthus Barb.Rodr.
- Dunstervillea Garay
- Eloyella P.Ortiz
- Erycina Lindl.
- Fernandezia Ruiz & Pav.
- Gomesa R.Br.
- Grandiphyllum Docha Neto
- Hintonella Ames
- Hofmeisterella Rchb.f.
- Ionopsis Kunth
- Leochilus Knowles & Westc.
- Lockhartia Hook.
- Macradenia R.Br.
- Macroclinium Barb.Rodr.
- Miltonia Lindl.
- Miltoniopsis God.-Leb.
- Nohawilliamsia M.W.Chase & Whitten
- Notylia Lindl.
- Notyliopsis P.Ortiz
- Odontoglossum Kunth
- Oliveriana Rchb.f.
- Oncidium Sw.
- Ornithocephalus Hook.
- Otoglossum (Schltr.) Garay & Dunst.
- Phymatidium Lindl.
- Platyrhiza Barb.Rodr.
- Plectrophora H.Focke
- Polyotidium Garay
- Psychopsiella Lückel & Braem
- Psychopsis Raf.
- Pterostemma Kraenzl.
- Quekettia Lindl.
- Rauhiella Pabst & Braga
- Rhynchostele Rchb.f.
- Rodriguezia Ruiz & Pav.
- Rossioglossum (Schltr.) Garay & G.C.Kenn.
- Sanderella Kuntze
- Santanderella P.Ortiz
- Saundersia Rchb.f.
- Schunkea Senghas
- Seegeriella Senghas
- Solenidium Lindl.
- Suarezia Dodson
- Sutrina Lindl.
- Systeloglossum Schltr.
- Telipogon Kunth
- Thysanoglossa Porto & Brade
- Tolumnia Raf.
- Trichocentrum Poepp. & Endl.
- Trichoceros Kunth
- Trichopilia Lindl.
- Trizeuxis Lindl.
- Vitekorchis Romowicz & Szlach.
- Warmingia Rchb.f.
- Zelenkoa M.W.Chase & N.H.Williams
- Zygostates Lindl.

Wykaz hybryd
- × Miltonidium Anon.
- × Ornithocidium Leinig